# Garden City, Colorado
Garden City är en kommun (town) i Weld County i Colorado. Vid 2020 års folkräkning hade Garden City 254 invånare.